# Pablo Capilé
Pablo Santiago Capilé Mendes (1979, Cuiabá) é um ativista político e produtor cultural brasileiro. 

## Biografia
Formado em comunicação, é o líder e criador da rede de coletivos culturais chamado Circuito Fora do Eixo, que por sua vez financia organizações como a Mídia Ninja.